# A195 (Russland)
Die A 195 ist eine russische Fernstraße in der Oblast Kaliningrad. Sie führt von Kaliningrad  in südöstliche Richtung bis an die russisch-polnische Staatsgrenze bei Bagrationowsk, wo sie dann in die polnische Landesstraße DK 51 in Richtung Bartoszyce  übergeht. Die Gesamtlänge der A 195 beträgt 41 Kilometer.
In ihrer gesamten Länge befährt die A 195 die Trasse der ehemaligen deutschen Reichsstraße 128, die von Cranz über Königsberg (Preußen), Preußisch Eylau und Bartenstein nach Ortelsburg und weiter nach Neuhof/Bugmünde führte.

## Verlauf
Die Straße trägt bis zum Grenzübergang nach Polen die neue Bezeichnung 27A-017
Oblast Kaliningrad:
- 00 km – Kaliningrad (Königsberg (Preußen))

Rajon Gurjewsk
- 10 km – Lesnoje (Ludwigswalde)

Rajon Bagrationowsk
- 11 km – Otwaschnoje (Wickbold)
- 16 km – Niwenskoje (Wittenberg)
- 18 km – Lineinoje (Arweiden)
- 21 km – Juschny (Jesau)
- 23 km – Newskoje (Groß Lauth)

~ Prochladnaja ~
- 29 km – Gwardeiskoje (Mühlhausen)
- 31 km – Prudki (Knauten)

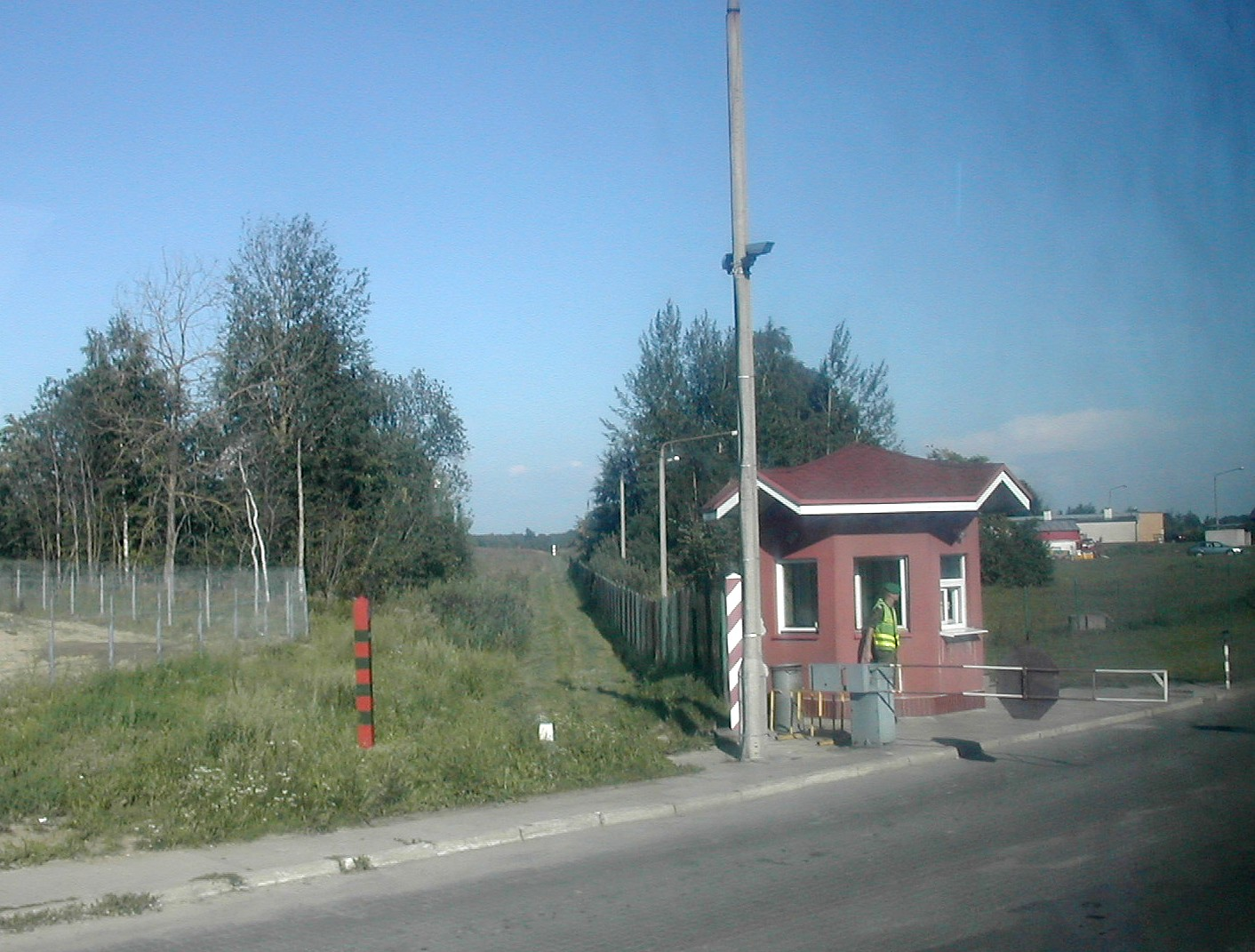
Grenzübergangsstelle Bagrationowsk/Bezledy

- 33 km – Berjosowka (Perkuiken, bis 1992 russisch: Solnzewo)

Zwischen Berjosowka und Bagrationowsk/Grenzübergang wurde zur Umfahrung des Stadtgebietes von Bagrationowsk der Straßenverlauf der (ex A 195) östlicherseits als 27A-003 neu geführt:
- [36 km – Rjabinowka (Schmoditten)]
- [37 km – Sagorodnoje (Schloditten)]

- 35 km – Bolschakowskoje (Leidtkeim)
- [X Bahnstrecke Kaliningrad–Bagrationowsk der Russischen Eisenbahn (ehemalige Ostpreußische Südbahn) X]
- 39 km – Bagrationowsk (Preußisch Eylau)
- 41 km – Grenzübergang Bagrationowsk (RUS) / Bezledy (Beisleiden) (PL) (→ Droga krajowa 51 → Bartoszyce (Bartenstein))